# Пешечная дуэль
|   | a | b | c | d | e | f | g | h |   |
| - | --- | --- | --- | --- | --- | --- | --- | --- | - |
| 8 | f8 чёрная пешка · g8 чёрная пешка · h8 чёрная пешка · f1 белая пешка · g1 белая пешка · h1 белая пешка | f8 чёрная пешка · g8 чёрная пешка · h8 чёрная пешка · f1 белая пешка · g1 белая пешка · h1 белая пешка | f8 чёрная пешка · g8 чёрная пешка · h8 чёрная пешка · f1 белая пешка · g1 белая пешка · h1 белая пешка | f8 чёрная пешка · g8 чёрная пешка · h8 чёрная пешка · f1 белая пешка · g1 белая пешка · h1 белая пешка | f8 чёрная пешка · g8 чёрная пешка · h8 чёрная пешка · f1 белая пешка · g1 белая пешка · h1 белая пешка | f8 чёрная пешка · g8 чёрная пешка · h8 чёрная пешка · f1 белая пешка · g1 белая пешка · h1 белая пешка | f8 чёрная пешка · g8 чёрная пешка · h8 чёрная пешка · f1 белая пешка · g1 белая пешка · h1 белая пешка | f8 чёрная пешка · g8 чёрная пешка · h8 чёрная пешка · f1 белая пешка · g1 белая пешка · h1 белая пешка | 8 |
| 7 | f8 чёрная пешка · g8 чёрная пешка · h8 чёрная пешка · f1 белая пешка · g1 белая пешка · h1 белая пешка | f8 чёрная пешка · g8 чёрная пешка · h8 чёрная пешка · f1 белая пешка · g1 белая пешка · h1 белая пешка | f8 чёрная пешка · g8 чёрная пешка · h8 чёрная пешка · f1 белая пешка · g1 белая пешка · h1 белая пешка | f8 чёрная пешка · g8 чёрная пешка · h8 чёрная пешка · f1 белая пешка · g1 белая пешка · h1 белая пешка | f8 чёрная пешка · g8 чёрная пешка · h8 чёрная пешка · f1 белая пешка · g1 белая пешка · h1 белая пешка | f8 чёрная пешка · g8 чёрная пешка · h8 чёрная пешка · f1 белая пешка · g1 белая пешка · h1 белая пешка | f8 чёрная пешка · g8 чёрная пешка · h8 чёрная пешка · f1 белая пешка · g1 белая пешка · h1 белая пешка | f8 чёрная пешка · g8 чёрная пешка · h8 чёрная пешка · f1 белая пешка · g1 белая пешка · h1 белая пешка | 7 |
| 6 | f8 чёрная пешка · g8 чёрная пешка · h8 чёрная пешка · f1 белая пешка · g1 белая пешка · h1 белая пешка | f8 чёрная пешка · g8 чёрная пешка · h8 чёрная пешка · f1 белая пешка · g1 белая пешка · h1 белая пешка | f8 чёрная пешка · g8 чёрная пешка · h8 чёрная пешка · f1 белая пешка · g1 белая пешка · h1 белая пешка | f8 чёрная пешка · g8 чёрная пешка · h8 чёрная пешка · f1 белая пешка · g1 белая пешка · h1 белая пешка | f8 чёрная пешка · g8 чёрная пешка · h8 чёрная пешка · f1 белая пешка · g1 белая пешка · h1 белая пешка | f8 чёрная пешка · g8 чёрная пешка · h8 чёрная пешка · f1 белая пешка · g1 белая пешка · h1 белая пешка | f8 чёрная пешка · g8 чёрная пешка · h8 чёрная пешка · f1 белая пешка · g1 белая пешка · h1 белая пешка | f8 чёрная пешка · g8 чёрная пешка · h8 чёрная пешка · f1 белая пешка · g1 белая пешка · h1 белая пешка | 6 |
| 5 | f8 чёрная пешка · g8 чёрная пешка · h8 чёрная пешка · f1 белая пешка · g1 белая пешка · h1 белая пешка | f8 чёрная пешка · g8 чёрная пешка · h8 чёрная пешка · f1 белая пешка · g1 белая пешка · h1 белая пешка | f8 чёрная пешка · g8 чёрная пешка · h8 чёрная пешка · f1 белая пешка · g1 белая пешка · h1 белая пешка | f8 чёрная пешка · g8 чёрная пешка · h8 чёрная пешка · f1 белая пешка · g1 белая пешка · h1 белая пешка | f8 чёрная пешка · g8 чёрная пешка · h8 чёрная пешка · f1 белая пешка · g1 белая пешка · h1 белая пешка | f8 чёрная пешка · g8 чёрная пешка · h8 чёрная пешка · f1 белая пешка · g1 белая пешка · h1 белая пешка | f8 чёрная пешка · g8 чёрная пешка · h8 чёрная пешка · f1 белая пешка · g1 белая пешка · h1 белая пешка | f8 чёрная пешка · g8 чёрная пешка · h8 чёрная пешка · f1 белая пешка · g1 белая пешка · h1 белая пешка | 5 |
| 4 | f8 чёрная пешка · g8 чёрная пешка · h8 чёрная пешка · f1 белая пешка · g1 белая пешка · h1 белая пешка | f8 чёрная пешка · g8 чёрная пешка · h8 чёрная пешка · f1 белая пешка · g1 белая пешка · h1 белая пешка | f8 чёрная пешка · g8 чёрная пешка · h8 чёрная пешка · f1 белая пешка · g1 белая пешка · h1 белая пешка | f8 чёрная пешка · g8 чёрная пешка · h8 чёрная пешка · f1 белая пешка · g1 белая пешка · h1 белая пешка | f8 чёрная пешка · g8 чёрная пешка · h8 чёрная пешка · f1 белая пешка · g1 белая пешка · h1 белая пешка | f8 чёрная пешка · g8 чёрная пешка · h8 чёрная пешка · f1 белая пешка · g1 белая пешка · h1 белая пешка | f8 чёрная пешка · g8 чёрная пешка · h8 чёрная пешка · f1 белая пешка · g1 белая пешка · h1 белая пешка | f8 чёрная пешка · g8 чёрная пешка · h8 чёрная пешка · f1 белая пешка · g1 белая пешка · h1 белая пешка | 4 |
| 3 | f8 чёрная пешка · g8 чёрная пешка · h8 чёрная пешка · f1 белая пешка · g1 белая пешка · h1 белая пешка | f8 чёрная пешка · g8 чёрная пешка · h8 чёрная пешка · f1 белая пешка · g1 белая пешка · h1 белая пешка | f8 чёрная пешка · g8 чёрная пешка · h8 чёрная пешка · f1 белая пешка · g1 белая пешка · h1 белая пешка | f8 чёрная пешка · g8 чёрная пешка · h8 чёрная пешка · f1 белая пешка · g1 белая пешка · h1 белая пешка | f8 чёрная пешка · g8 чёрная пешка · h8 чёрная пешка · f1 белая пешка · g1 белая пешка · h1 белая пешка | f8 чёрная пешка · g8 чёрная пешка · h8 чёрная пешка · f1 белая пешка · g1 белая пешка · h1 белая пешка | f8 чёрная пешка · g8 чёрная пешка · h8 чёрная пешка · f1 белая пешка · g1 белая пешка · h1 белая пешка | f8 чёрная пешка · g8 чёрная пешка · h8 чёрная пешка · f1 белая пешка · g1 белая пешка · h1 белая пешка | 3 |
| 2 | f8 чёрная пешка · g8 чёрная пешка · h8 чёрная пешка · f1 белая пешка · g1 белая пешка · h1 белая пешка | f8 чёрная пешка · g8 чёрная пешка · h8 чёрная пешка · f1 белая пешка · g1 белая пешка · h1 белая пешка | f8 чёрная пешка · g8 чёрная пешка · h8 чёрная пешка · f1 белая пешка · g1 белая пешка · h1 белая пешка | f8 чёрная пешка · g8 чёрная пешка · h8 чёрная пешка · f1 белая пешка · g1 белая пешка · h1 белая пешка | f8 чёрная пешка · g8 чёрная пешка · h8 чёрная пешка · f1 белая пешка · g1 белая пешка · h1 белая пешка | f8 чёрная пешка · g8 чёрная пешка · h8 чёрная пешка · f1 белая пешка · g1 белая пешка · h1 белая пешка | f8 чёрная пешка · g8 чёрная пешка · h8 чёрная пешка · f1 белая пешка · g1 белая пешка · h1 белая пешка | f8 чёрная пешка · g8 чёрная пешка · h8 чёрная пешка · f1 белая пешка · g1 белая пешка · h1 белая пешка | 2 |
| 1 | f8 чёрная пешка · g8 чёрная пешка · h8 чёрная пешка · f1 белая пешка · g1 белая пешка · h1 белая пешка | f8 чёрная пешка · g8 чёрная пешка · h8 чёрная пешка · f1 белая пешка · g1 белая пешка · h1 белая пешка | f8 чёрная пешка · g8 чёрная пешка · h8 чёрная пешка · f1 белая пешка · g1 белая пешка · h1 белая пешка | f8 чёрная пешка · g8 чёрная пешка · h8 чёрная пешка · f1 белая пешка · g1 белая пешка · h1 белая пешка | f8 чёрная пешка · g8 чёрная пешка · h8 чёрная пешка · f1 белая пешка · g1 белая пешка · h1 белая пешка | f8 чёрная пешка · g8 чёрная пешка · h8 чёрная пешка · f1 белая пешка · g1 белая пешка · h1 белая пешка | f8 чёрная пешка · g8 чёрная пешка · h8 чёрная пешка · f1 белая пешка · g1 белая пешка · h1 белая пешка | f8 чёрная пешка · g8 чёрная пешка · h8 чёрная пешка · f1 белая пешка · g1 белая пешка · h1 белая пешка | 1 |
|   | a | b | c | d | e | f | g | h |   |

Пешечная дуэль — логическая игра на шахматной доске. В ней участвуют два игрока, у каждого перед началом игры по три (иногда более) пешки, расположенные друг против друга на противоположных крайних горизонталях. Первыми ходят белые. Каждый ход состоит из передвижения одной из пешек своего цвета. Первым ходом каждый из игроков может идти не далее, чем до середины доски, и на любое количество клеток во все последующие ходы. Пешки ходят вперёд либо назад. Задача каждого из игроков — оставить противника без ходов.
Согласно теории игр, это наглядная иллюстрация дискретной последовательной некооперативной игры с полной информацией и нулевой суммой. Если первый игрок (белые) придерживается идеальной стратегии, он гарантированно может обеспечить себе выигрыш. Особенностью игры является то, что всего один неправильный ход белых отделяет чёрных от выигрыша, если те, в свою очередь, знают идеальную стратегию и т. д. Пешечная дуэль, в отличие от шахмат, может быть просчитана целиком, эта игра отлично демонстрирует важность каждого хода и следствие незнания идеальной стратегии.

## Математическое решение
Пешечная дуэль — это частный случай игры Ним с начальной позицией (6, 6, 6) (считаем сколько клеток осталось между пешками в каждом ряду). При правильной стратегии всегда выигрывают белые. Легко убедиться, что первый ход должен приводить игру в состояние (4,6,6). В дальнейшем белые каждым своим ходом на любой ответ черных выдерживают состояние игры в нулевой Ним-сумме.

## Полная игровая стратегия
Пусть три числа x-y-z описывают состояние игры, обозначая количество клеток между пешками. Например, в начале игры это состояние 6-6-6. Всегда есть два варианта к которым каждый игрок стремится привести игру:
a) n-n-0, где n — это любое число. (Именно из-за этого игрокам запрещено ходить дальше центра в начале игры; в противном случае игра сводилась бы в состояние 6-6-0 первым ходом.) После достижения этого состояния игрок буквально повторяет ходы противника в другом ряду.
b) 3-2-1. Это следующий сценарий, в котором игрок с игровой инициативой может очевидно выиграть, поскольку, что бы ни сделал оппонент, будут доступны ответы 2-2-0 или 1-1-0, сводящие игру к первой базовой выигрышной стратегии.
Совершенно невозможно одержать победу над белыми, которые играют правильно. Самая «защитная линия», которой могут придерживаться черные пешки, следующая:
| Белые | Черные |
| ----- | ------ |
| 6-6-4 | 6-4-3  |
| 6-4-2 | 5-4-2  |
| 5-4-1 | 5-3-1  |
| 3-2-1 |        |

Последний ход приводит игру ко второй базовой выигрышной стратегии.